# Australaziatische PGA Tour 2013
De Australaziatische PGA Tour 2013, of de PGA Tour of Australasia 2013, was het 40ste seizoen van de Australaziatische PGA Tour die in 1973 officieel opgericht werd als de PGA Tour of Australia. Het seizoen begon met het Turner Plumbing Victorian PGA Championship, in januari 2013, en eindigde met het Emirates Australian Open, in december 2013. Er stonden 14 toernooien op de agenda.

## Kalender
| Data  | Data  | Toernooi                                             | Stad                          | Winnaar           | Score | Score | Info           |
| ----- | ----- | ---------------------------------------------------- | ----------------------------- | ----------------- | ----- | ----- | -------------- |
| 17-01 | 20-01 | Turner Plumbing Victorian PGA Championship           | Creswick, Victoria            | David McKenzie    | 275   | –13   |                |
| 24-01 | 27-01 | Lexus of Blackburn Heritage Classic                  | Blackburn, Victoria           | David Bransdon po | 274   | –14   | Nieuw toernooi |
| 14-02 | 17-02 | Coca-Cola Queensland PGA Championship                | Toowoomba, Queensland         | Brad Kennedy      | 262   | –18   |                |
| 21-02 | 24-02 | Victorian Open                                       | Geelong, Victoria             | Matthew Giles     | 275   | –13   |                |
| 28-02 | 03-03 | New Zealand PGA Championship                         | Otago, New Zealand            | Michael Hendry po | 265   | –19   |                |
| 22-08 | 25-08 | Isuzu Queensland Open                                | Brisbane, Queensland          | Nick Cullen       | 279   | –9    |                |
| 18-09 | 21-09 | South Pacific Golf Open Championship                 | Noumea, Nieuw-Caledonië       | Andre Stolz po    | 268   | –16   |                |
| 03-10 | 06-10 | Western Australia Goldfields PGA Championship        | Kalgoorlie, Western Australia | Jack Wilson po    | 278   | –10   |                |
| 10-10 | 13-10 | John Hughes/Nexus Risk Services WA Open Championship | Perth, Western Australia      | Josh Geary        | 273   | –15   |                |
| 17-10 | 20-10 | ISPS Handa Perth International                       | Perth, Western Australia      | Jin Jeong po      | 278   | –10   | [ noot 1 ]     |
| 07-11 | 10-11 | Australian PGA Championship                          | Gold Coast, Queensland        | Adam Scott        | 270   | –14   | [ noot 2 ]     |
| 14-11 | 17-11 | Talisker Masters                                     | Melbourne, Victoria           | Adam Scott        | 270   | –14   |                |
| 21-11 | 24-11 | Gloria Jean's New South Wales Open                   | Sydney, New South Wales       | Aron Price        | 269   | –19   |                |
| 28-11 | 01-12 | Emirates Australian Open                             | Sydney, New South Wales       | Rory McIlroy      | 270   | –18   | [ noot 2 ]     |

| po = winnaar na play-off |  | am = amateur |